# Església de fusta de Haltdalen
L'església de fusta d'Haltdalen és un stavkirke originalment erigida a Haltdalen (actual municipi de Holtålen), a Noruega, cap a la dècada del 1170. Actualment es localitza al Museu Popular de Trøndelag, a Trondheim.
És una stavkirke de tipus A, i se la considera com la més senzilla, juntament amb l'església de fusta de Hedared, a Suècia. Consisteix únicament d'una senzilla nau rectangular i en l'orient un petit cor quadrat. El sostre és de dues aigües i la seva armadura correspon a un típic sistema de stavkirke.
L'església ha estat modificada en diverses ocasions. En la dècada del 1880 va ser desmuntada i tornada a aixecar a Kalvskinnet, i el 1937 es va traslladar a Trondheim, on funciona actualment com una església museu. En algun moment de la seva història, l'església va perdre el portal occidental, i en aquest costat només hi havia una paret tancada, per la qual cosa se li va afegir el portal de la desapareguda stavkirke d'Alen, una església procedent del mateix municipi. La major part de la fusta, però, és originària d'Haltdalen. També es van afegir finestres en èpoques posteriors a la reforma protestant, però van ser retirades recentment.
El tipus de construcció d'Haltdalen va ser el més comú en l'Escandinàvia oriental durant el segle xii.